# Департамент полиции Литвы

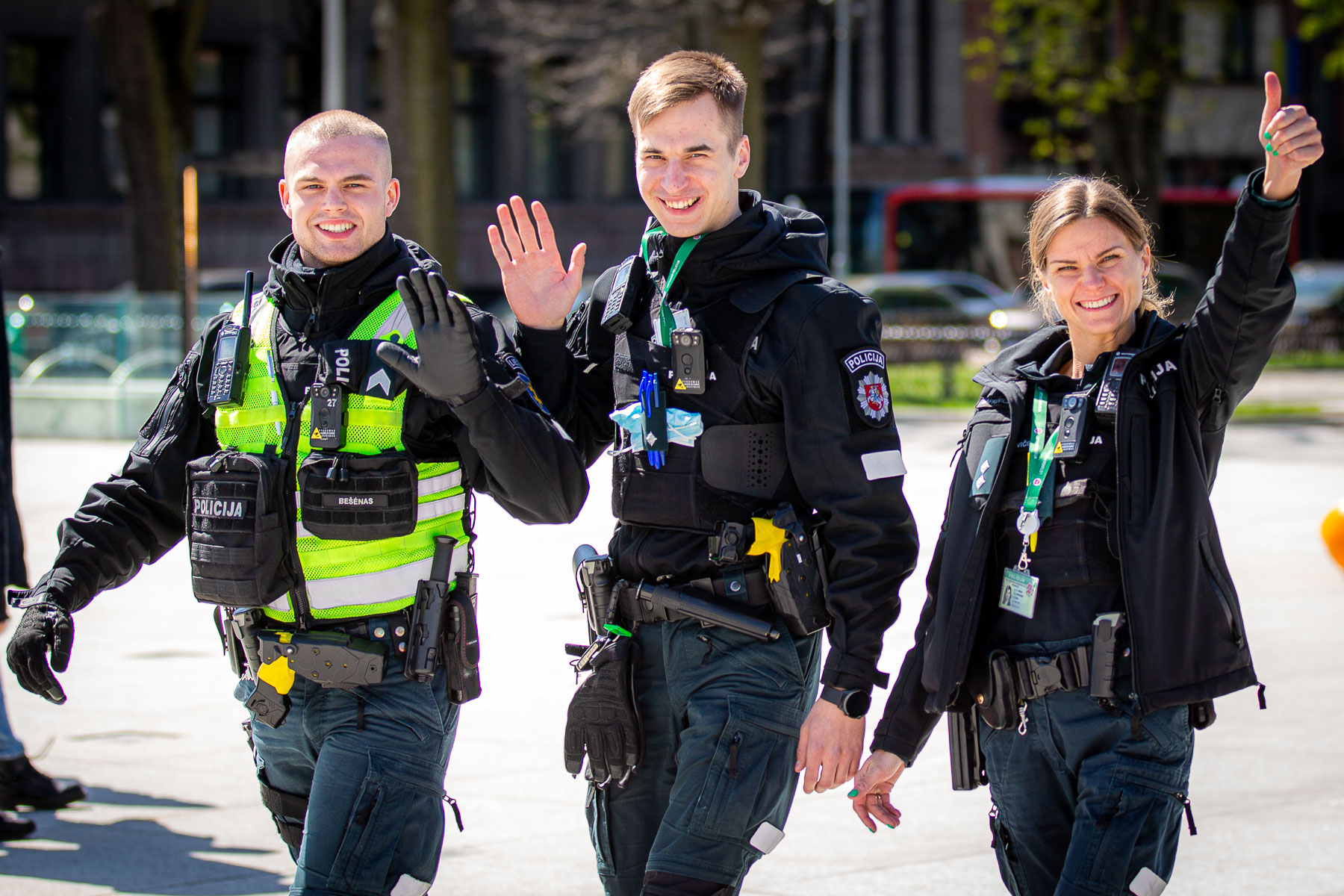
Литовские полицейские

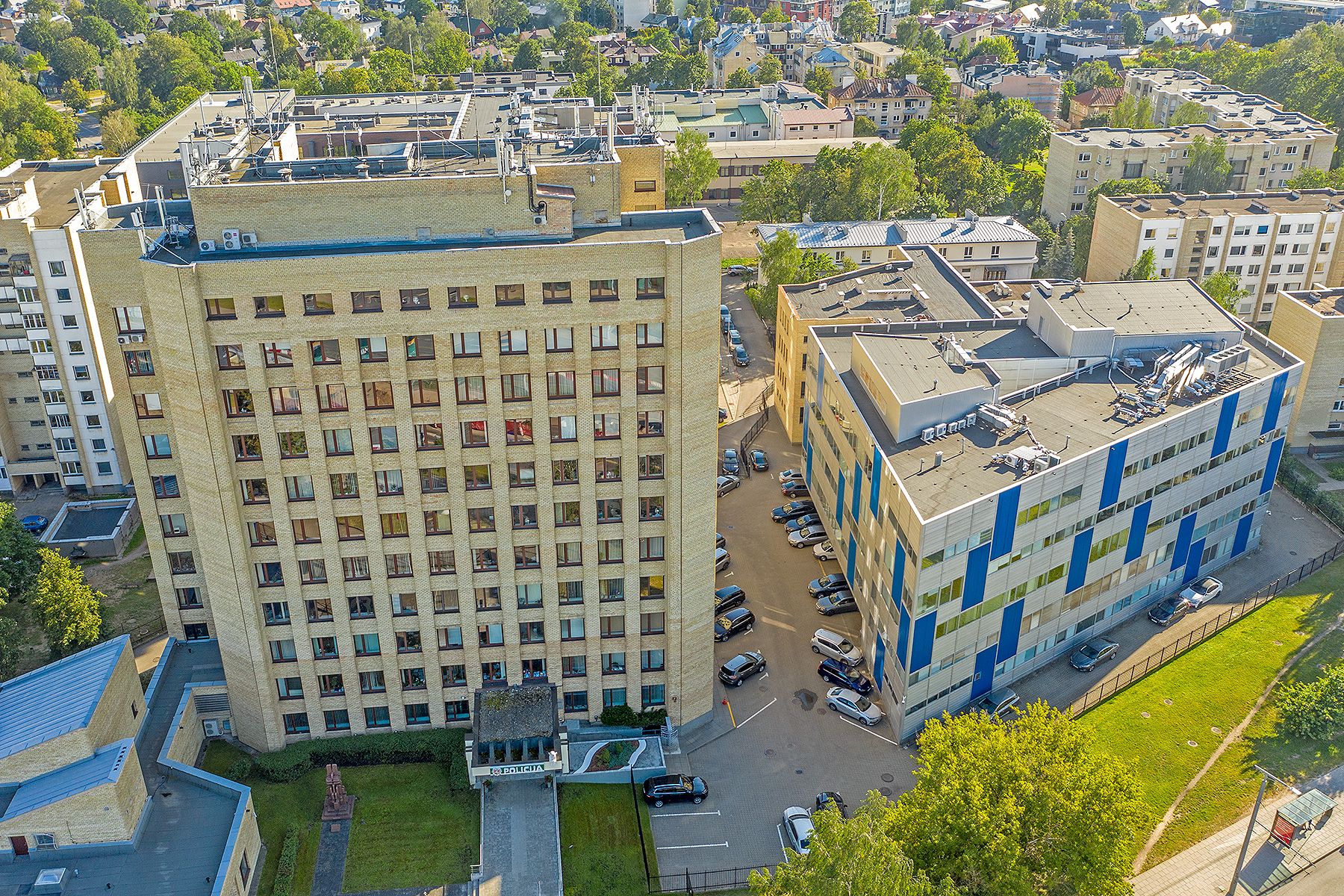
Департамент полиции Литвы

Департамент полиции Литвы (лит. Lietuvos policijos departamentas) — управляющий и соединительный орган полиции Литвы при Министерстве внутренних дел, которому поручено контролировать и управлять всеми видами полиции Литвы.

## История

### Межвоенный период
В конце 1918 года по инициативе населения в возникающих самоуправлениях начала создаваться система защиты граждан — добровольные дружины милиции. Циркуляры, изданные министром внутренних дел 12 декабря 1918 года, предписывали назначенным им окружным начальникам (губернаторам) организовать милицию, создать её участки и назначить начальников этих пунктов. Поскольку милиция была еще плохо организована и слаба, некоторые ее функции (например, охрану порядка, защиту государственных границ и железных дорог, обеспечение государственной безопасности) некоторое время выполняла только формирующаяся армия. 

Закон о милиции от 14 мая 1920 года централизовал милицию и обязал её поддерживать общественный порядок и обеспечивать исполнение законов и распоряжений правительства. 
С 1920 года милицией руководил Департамент защиты граждан Министерства внутренних дел. Низшим организационным уровнем народного ополчения было территориальное уездное ополчение, которое возглавлялось на уездном уровне начальником ополчения, подчиненным уездному начальнику. Для борьбы с преступностью была создана тайная — криминальная милиция.
Первый День полиции отмечался 2 октября 1921 года (восстановлен в современной Литве как профессиональный праздник литовских полицейских в 1990 году). 
С 1 января 1924 года по приказу министра внутренних дел милиция была переименована в полицию. В том же году уголовный отдел «Б» был преобразован в отдел политической полиции. 
В 1927 году уголовная и политическая тайная полиция были объединены в независимое Управление уголовной полиции, которое не подчинялось Департаменту защиты граждан, при этом в управление входил отдел А (политическая полиция) и отдел Б (уголовная полиция). 
В 1933 году Управление было преобразовано в самостоятельное Департамент государственной безопасности (состоящий из Полиции государственной безопасности и Криминальной полиции), а территория государства была разделена на 6 округов для более удобной работы департамента государственной безопасности, которые были разделены на районы (в Клайпедском районе действовала только Полиция государственной безопасности, а Криминальная полиция находилась в ведении автономной администрации Клайпедского края).

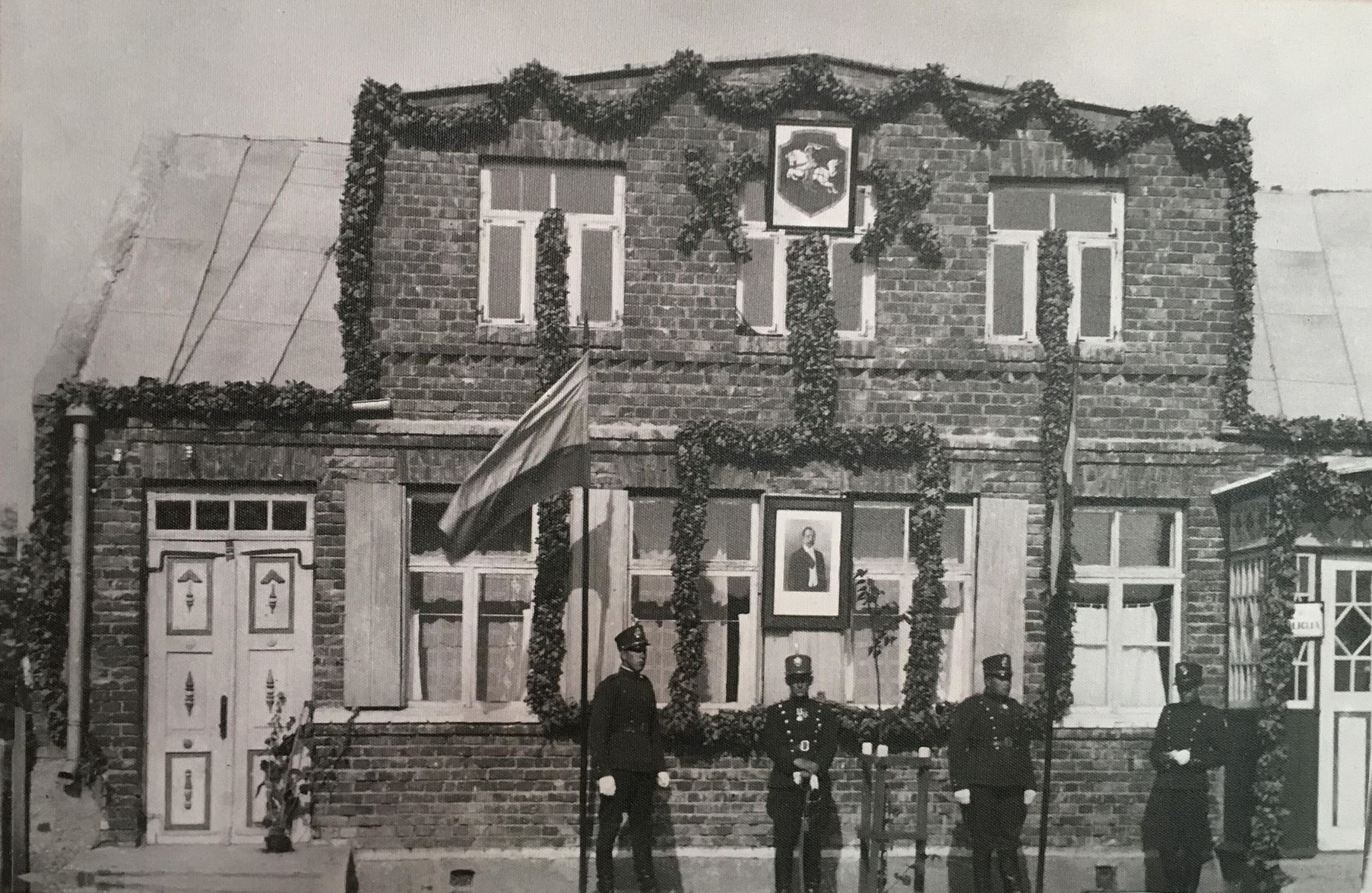
Ждикайский полицейский участок 1936 год

Министерство национальной обороны отвечало за военную полицию, которая контролировала поведение солдат на публике. Существовала частная полиция, содержащаяся муниципалитетами и частными организациями и лицами, но административно подчиняющаяся Министерству внутренних дел (на манер США). Министерство национальной обороны взяло на себя охрану государственной границы и железных дорог, Министерство транспорта и коммуникаций — охрану водных путей, были созданы пограничная, железнодорожная и водная полиции (с 1936 года последняя вновь стала принадлежать Министерству транспорта и коммуникаций), был создан резерв конной полиции, в 1932 году была создана дорожная полиция, а в 1938 году — полицейские участки для несовершеннолетних правонарушителей. Вся государственная полиция была подчинена Департаменту защиты граждан Министерства внутренних дел, который в 1935 году был преобразован в Департамент полиции.
В 1922 году была основана Школа полиции (до 1926 года — Каунасская высшая школа полиции), а в 1923—1926 годах — Низшая школа полиции в Рокишкисе. Издавались газета „Milicijos žinios“ («Милицейские новости»; с сентября 1922 года до мая 1923 года), двухнедельный журнал „Policija“ «Полиция» (с сентября 1924 года по июнь 1940 года и с ноября 1943 года по июнь 1944 года).
В Клайпедском крае полиция входила в состав Управления полиции и подчинялась региональному управлению Клайпедского края и действовала в соответствии с немецкой полицейской системой и традициями. В Литве центру подчинялись только некоторые специальные виды полиции (государственной безопасности, пограничная, морская, железнодорожная).

### Cоветский и немецкий периоды
Во время присоединения Литвы Советским Союзом (1940—1941 годы) литовская полиция была упразднена. С 1 июля 1940 года в полицейских участках начали создаваться отряды народной милиции. Охрану границ взяла на себя РККА а позже НКВД.
29 июля 1940 года Совет министров Литовской Народной Республики принял решение переименовать полицию в милицию, а народную милицию — в вспомогательную милицию, но старая структура, виды и правовое регулирование милиции остались.
26 августа 1940 года, после образования Совета Народных Комиссаров ЛитССР, был создан Народный комиссариат внутренних дел, а в середине сентября в рамках аналогичной структуры СССР было создано Управление милиции Народного комиссариата внутренних дел. Он состоял в основном из милиционеров, присланных из СССР.
К концу 1940 года на всей территории Литвы были сформированы отряды советской милиции, а бывшие сотрудники литовской милиции были уволены. Приказом Народного комиссариата внутренних дел от 28 ноября 1940 года все бывшие сотрудники литовской полиции были отнесены к так называемым «врагам народа» и репрессированы. Перед Великой Отечественной войной некоторые из бывших сотрудников политической и уголовной полиции были репрессированы и сосланы (за исключением сотрудников государственной полиции).
В начале немецкой оккупации (1941—1944) Временное правительство Литвы восстановило полицию. После того, как оккупационные немецкие власти сместили Временное правительство Литвы, литовская полиция осталась в подчинении немецкого полицейского руководства (командующего СС и полиции в Литве и генерального советника внутренних дел). Активно действовала и немецкая политическая полиция — гестапо.
В 1944 году, после вхождения на территорию Литвы частей РККА и отступления частей Вермахта, правительство СССР восстановило милицию, которая входила в систему Народного комиссариата внутренних дел, в 1946—1949, 1953—1962, и с 1968 года — Министерства внутренних дел, в 1949—1953 годах — Министерства государственной безопасности, а в 1962—1968 годах — Министерства охраны общественного порядка. Она состояла из служб охраны общественного порядка, уголовного розыска, борьбы с расхищением социалистической собственности, осмотра автомобилей, оформления паспортов и виз и других услуг.

## Задачи, функции и обязанности департамента полиции

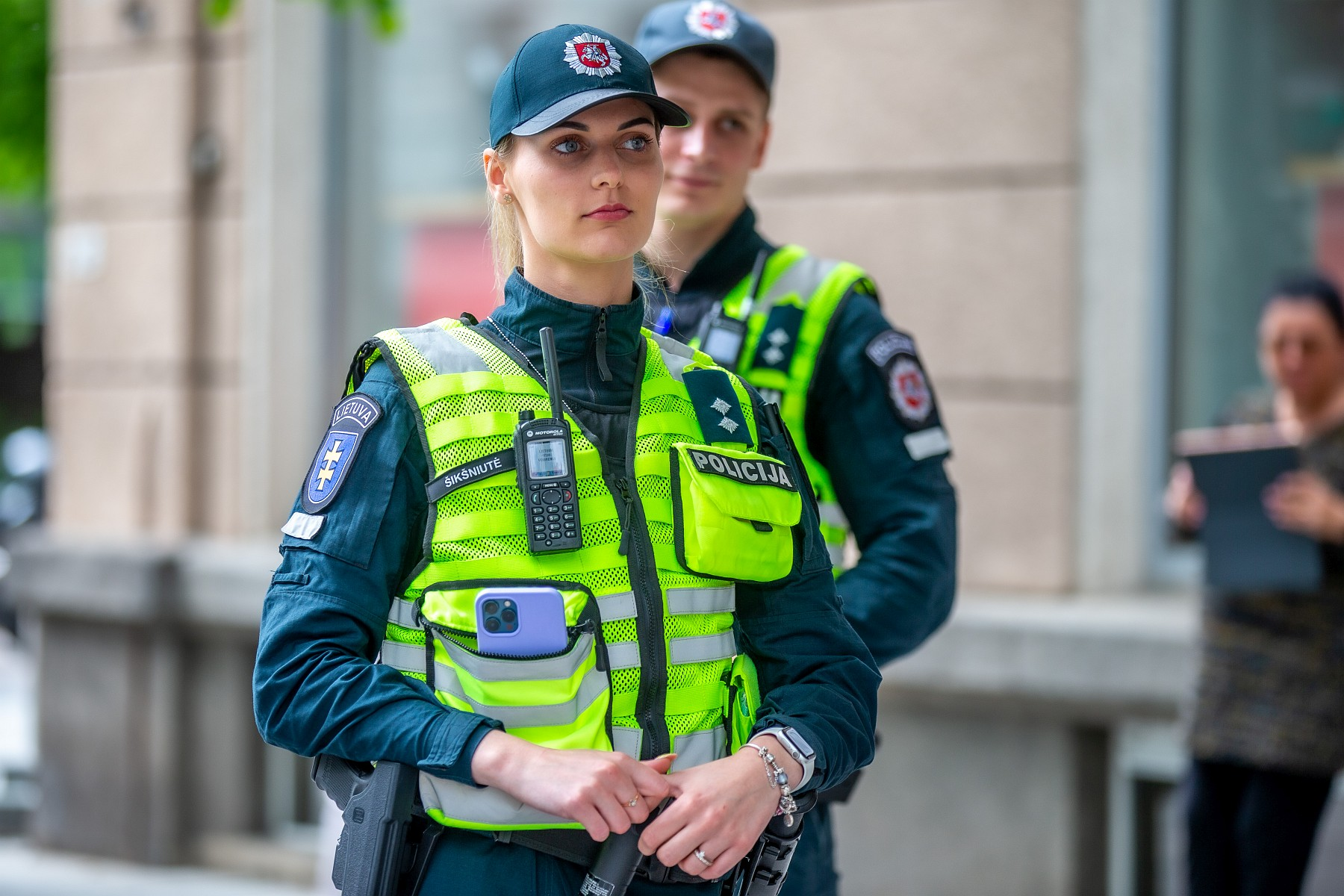
Полицейский патруль

Флаг полиции Литвы

### Согласно закону о полиции
- обеспечение выполнения возложенных на полицию задач;
- контролировать и координировать деятельность подчиненных полицейских агентств и предоставлять им рекомендации и инструкции;
- формулирование общей стратегии и кадровой политики подчиненных органов полиции;
- обеспечение реализации национальных программ в органах полиции;
- организация выполнения решений Генерального комиссара полиции и контроль за их выполнением

## Задачи и функции полиции

### Согласно закону о полиции:[3]
Статья 5. Задачи полиции
1. Задачами полиции являются:
- 1) защита прав и свобод человека;
- 2) обеспечение безопасности личности, общественной безопасности и общественного порядка;
- 3. оказание неотложной помощи лицам, когда это необходимо в связи с их физической или психической беспомощностью, а также лицам, пострадавшим от уголовных преступлений, административных правонарушений (проступков), чрезвычайных ситуаций или подобных факторов;
- 4. предупреждение уголовных преступлений и административных правонарушений (проступков);
- (5) выявление и расследование уголовных преступлений и административных правонарушений (проступков);
- (6) наблюдение за дорожным движением.
- 2. Особенности выполнения задач полиции в дипломатических представительствах, на военных территориях и других объектах особого правового режима могут быть установлены другими законами и международно-правовыми актами.

Статья 6. Основные функции полиции
1. Основными функциями полиции являются:
- 1) в пределах своей компетенции подготавливать или участвовать в подготовке проектов мер по профилактике и контролю, укреплению правопорядка, а также осуществлять эти меры;
- 2) в пределах своей компетенции осуществлять предупреждение, выявление и расследование уголовных преступлений и административных правонарушений (проступков), анализировать и расследовать причины и условия совершения уголовных преступлений и административных правонарушений (проступков) и принимать предусмотренные законодательством меры по их устранению;
- 3) собирать, обобщать, анализировать и обобщать информацию о влиянии криминогенных процессов (криминальных угроз) на государство, представлять эту информацию и предложения по снижению негативного влияния криминогенных процессов (криминальных угроз) на государство в соответствующие учреждения;
- 4) регистрировать и рассматривать заявления и сообщения о готовящихся, совершенных или совершенных уголовных преступлениях и административных правонарушениях (проступках);
- (5) применять административные санкции и другие превентивные меры;
- (6) розыск, установление личности подозреваемых, обвиняемых, осужденных, без вести пропавших, лиц, скрывшихся из учреждений здравоохранения и помещенных судом под принудительные меры медицинского характера, а также иных лиц, а также личности обнаруженных там неопознанных трупов;
- (7) осуществлять криминальную разведку;
- (8) составлять криминалистические файлы и коллекции;
- 9. выполнять, в рамках своей компетенции, положения законодательства Европейского Союза и международного законодательства и участвовать в деятельности учреждений, органов, бюро, агентств и международных организаций Европейского Союза;
- (10) защищать людей и их имущество от преступного влияния;

- 12) в пределах своей компетенции контролирует проезд граждан Российской Федерации с территории Российской Федерации в Калининградскую область Российской Федерации и обратно через территорию Литовской Республики;
- 13) организовывать и осуществлять меры по обеспечению общественного порядка и общественной безопасности;
- 14) оказывать экстренную помощь жертвам уголовных преступлений и административных правонарушений (проступков) или лицам, находящимся в беспомощном состоянии, необходимую для сохранения жизни, здоровья или имущества;
- 15) надзор за дорожным движением и патрулирование общественных мест;
- 16. выдавать лицензии и разрешения в случаях, предусмотренных законом, и контролировать соблюдение условий, установленных для лицензируемых видов деятельности;
- 17. в случаях и порядке, установленных законом, исполнять приговоры, решения и постановления судов;
- 18) обеспечить защиту и надзор за задержанными, арестованными и осужденными лицами, содержащимися в учреждениях полиции, в установленном порядке;
- (19) осуществлять в установленном порядке конвоирование задержанных, арестованных и осужденных лиц;
- 20) охранять дипломатические представительства и консульские учреждения иностранных государств в Литовской Республике;
- 21) проводить отбор абитуриентов в полицейские профессиональные учебные заведения или другие учебные заведения;
- (22) обучать и повышать квалификацию офицеров;
- (23) по просьбе руководителей центральных органов Министерства внутренних дел оказывать содействие в выполнении функций, возложенных на уставные органы Министерства внутренних дел. Порядок использования должностных лиц и конкретные задачи определяет министр внутренних дел Литовской Республики.

2. Полиция также выполняет другие функции, возложенные на нее законом для выполнения задач полиции.
3. Новые функции возлагаются на полицию только после обеспечения их финансирования из государственного бюджета.

## Структура

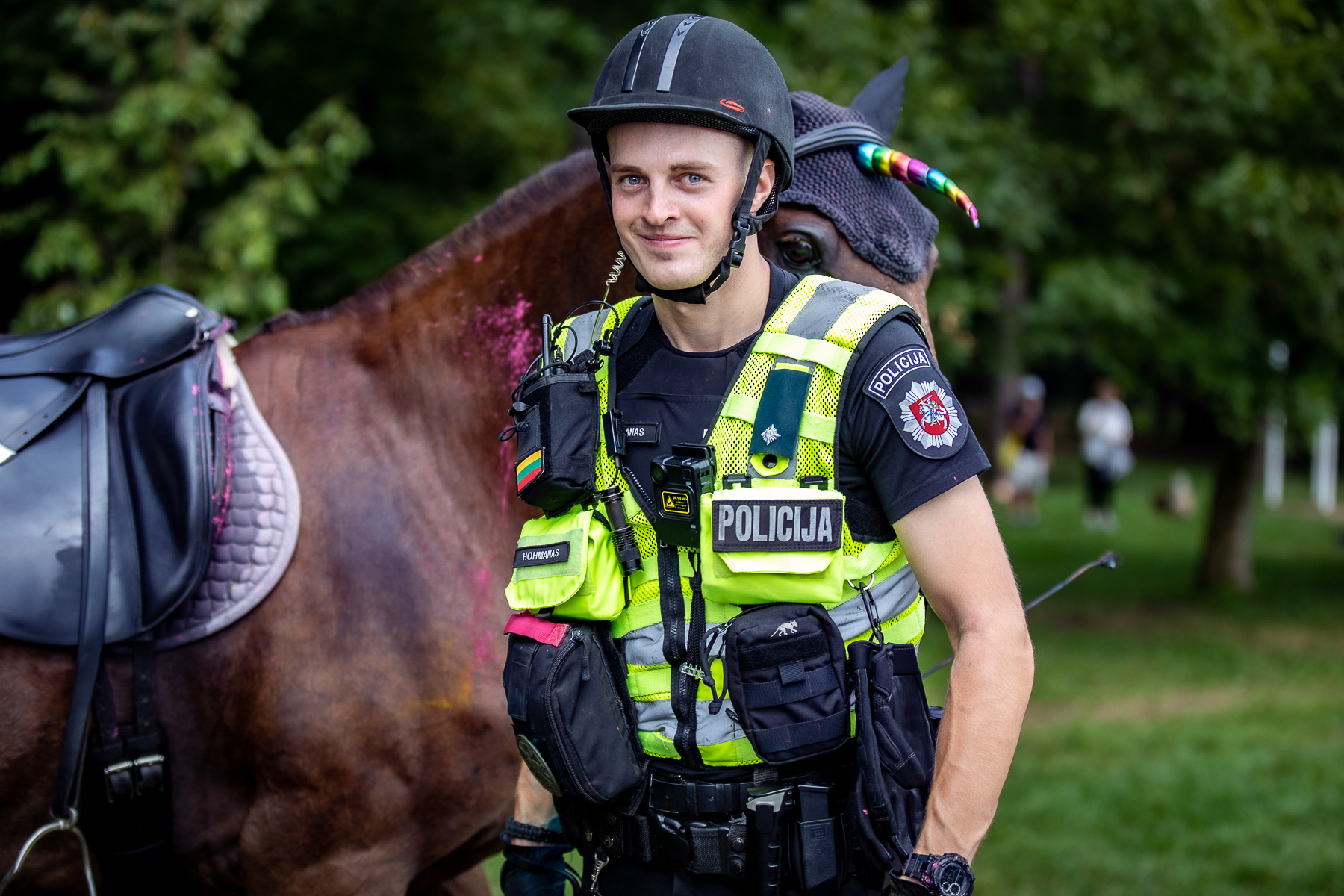
Инспектор конной полиции

### Полиция Литвы
Полиция Литвы — объединённая организация которая является совокупностью общественной полиции и бюро криминальной полиции а также остальных подразделений прямого подчинения находящихся под управлением департамента полиции Литвы.

#### Органы входящие в полицию
Общественная полиция призвана заниматься обеспечением общественного порядка, контролем за оборотом оружия, гражданской пиротехники и других предметов, контролируемых полицией, предупреждением уголовных преступлений и других нарушений закона, уголовных преступлений и нарушений закона, совершенных несовершеннолетними, организацией, координацией и контролем деятельности конвойных подразделений и мест содержания задержанных.
В состав входят отделы управления рисками и внутреннего контроля, организации и профилактики (включая отделы по делам несовершеннолетних и районных инспекторов, миграции и обычных патрульных), оперативного управления и защиты, координации массовых мероприятий и чрезвычайных ситуаций, а также отдел лицензирования.
Подразделения общественной полиции территориальных полицейских учреждений выполняют функции общественной полиции на закрепленной за ними территории (уезде).
В составе территориальных подразделений общественной полиции присутствуют отделы специальной готовности - специальные подразделения привлекаемые для борьбы с беспорядками и немедленного реагирования на ситуации требующие специальной подготовки и вооружения, однако менее серьёзные чем у спецподразделения "Aras".

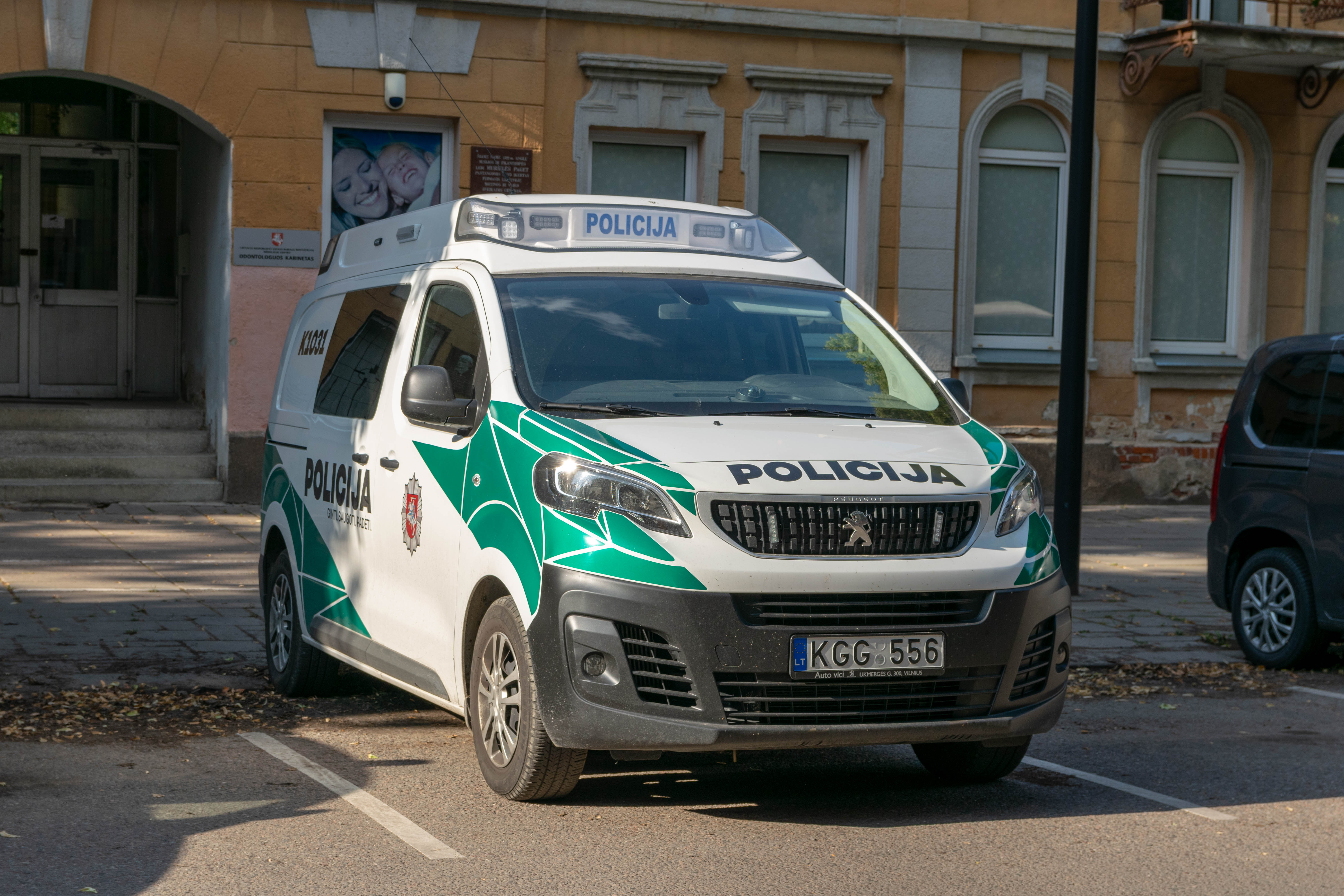
Mобильный комиссариат

- Главный комиссариат полиции Вильнюсского уезда
  -  1-й комиссариат полиции Вильнюса
  -  2-й комиссариат полиции Вильнюса
  -  3-й комиссариат полиции Вильнюса
  -  5-й комиссариат полиции Вильнюса
  -  Вильнюсский районный комиссариат полиции
  -  Електренайский комиссариат полиции
  -  Тракайский районный комиссариат полиции
  -  Шальчининкайский районный комиссариат полиции
  -  Швенчёнский районный комиссариат полиции
  -  Укмергийский районный комиссариат полиции
  -  Ширвинтский районный комиссариат полиции

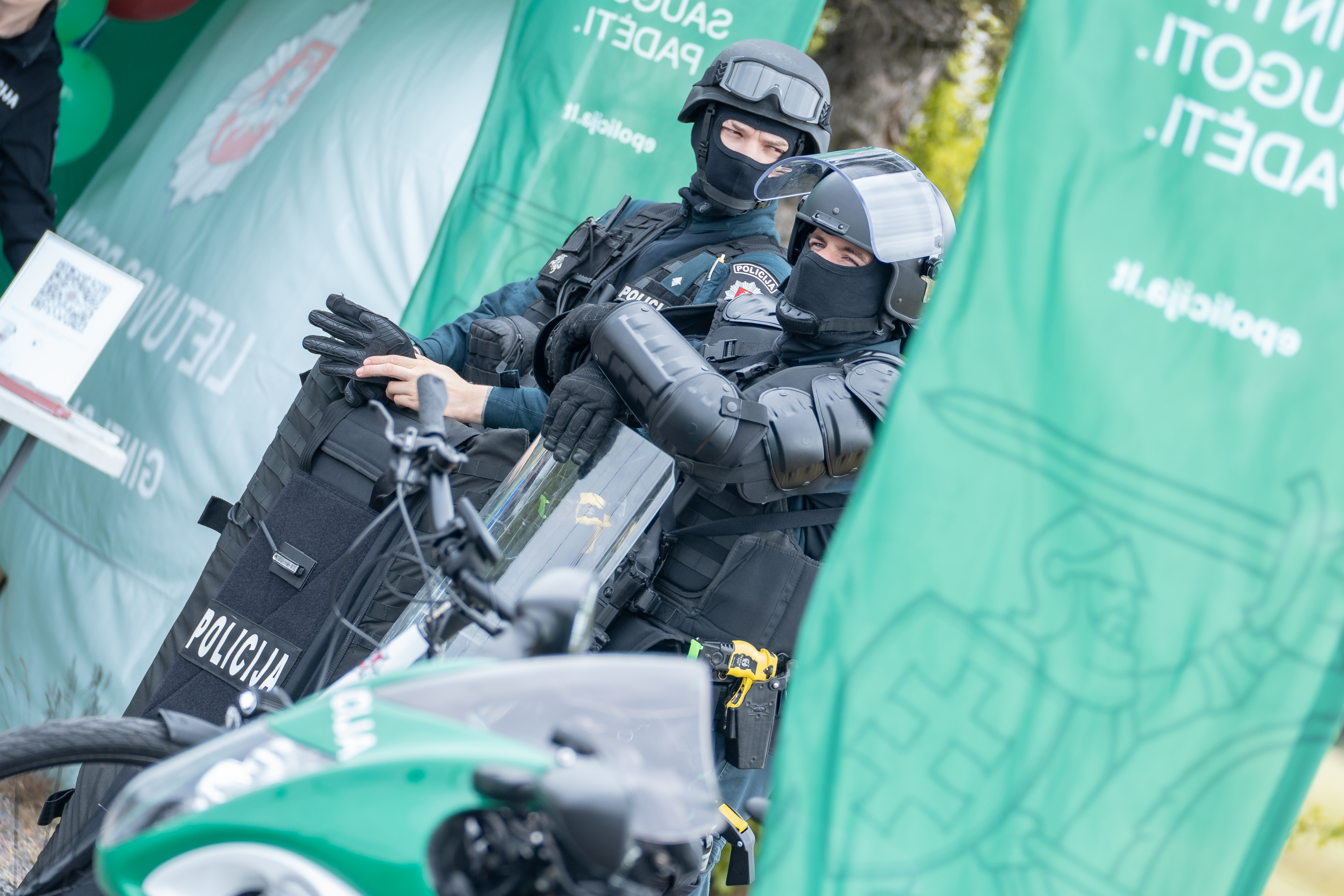
Сотрудники Клайпедского SPS

  - Сотрудники Клайпедского SPS Вильнюсский отдел специальной готовности(SPS)
- Главный комиссариат полиции Каунасского уезда
  -  Неманский комиссариат полиции Каунаса
  -  Дайнавский комиссариат полиции Каунаса
  -  Сантокский комиссариат полиции Каунаса
  -  Жалякалнский комиссариат полиции Каунаса
  -  Йонавский районный комиссариат полиции
  -  Кайшядорский районный комиссариат полиции
  -  Каунасский районный комиссариат полиции
  -  Кедайняйский районный комиссариат полиции
  -  Каунасский отдел специальной готовности (SPS)
- Главный комиссариат полиции Клайпедского уезда
  -  Клайпедский городской комиссариат полиции
  -  Клайпедский районный комиссариат полиции
  -  Кретингский районный комиссариат полиции
  -  Палангский комиссариат полиции
  -  Риетавский комиссариат полиции
  -  Нерингский комиссариат полиции
  -  Плунгеский районный комиссариат полиции
  -  Скуодский районный комиссариат полиции
  -  Клайпедский отдел специальной готовности (SPS)
- Главный комиссариат полиции Алитусского уезда
  -  Друскининкайский комиссариат полиции
  -  Варенский районный комиссариат полиции
  -  Приенский районный комиссариат полиции
  -  Лаздияйский районный комиссариат полиции
  -  Бирштонский комиссариат полиции
  -  Алитусскийотдел специальной готовности (SPS)
- Главный комиссариат полиции Мариямпольского уезда
  -  Шакяйский районный комиссариат полиции
  -  Калварийский комиссариат полиции
  -  Вилкавишский районный комиссариат полиции
  -  Комиссариат полиции Казлу-Руда
  -  Юрбарский районный комиссариат полиции
  -  Мариямпольский отдел специальной готовности (SPS)
- Главный комиссариат полиции Паневежского уезда
  -  Паневежский районный и городской комиссариат полиции
  -  Биржайский районный комиссариат полиции
  -  Купишскайский районный комиссариат полиции
  -  Пасвалийский районный комиссариат полиции
  -  Рокишкайский районный комиссариат полиции
  -  Паневежский отдел специальной готовности (SPS)
- Главный комиссариат полиции Шяуляйского уезда
  -  Шяуляйский районный и городской комиссариат полиции
  -  Йонишкайский районный комиссариат полиции
  -  Радвилишкайский районный комиссариат полиции
  -  Пакройский районный комиссариат полиции
  -  Расейняйский районный комиссариат полиции
  - Шяуляйский отдел специальной готовности (SPS)
- Главный комиссариат полиции Таурагийского уезда
  -  Пагегяйский комиссариат полиции
  -  Шилальский районный комиссариат полиции
  -  Шилутский комиссариат полиции
  -  Таурагийскийотдел специальной готовности (SPS)
- Главный комиссариат полиции Тельшяйского уезда
  -  Тельшяйский районный комиссариат полиции
  -  Акмянский районный комиссариат полиции
  -  Кельмский районный комиссариат полиции
  -  Мажяйскийский районный комиссариат полиции
  -  Тельшяйский отдел специальной готовности (SPS)
- Главный комиссариат полиции Утенайского уезда
  -  Висагинский комиссариат полиции
  -  Игналинский районный комиссариат полиции
  -  Молетский районный комиссариат полиции
  -  Зарасайский районный комиссариат полиции
  -  Аникшчяйский районный комиссариат полиции
  -  Утенайский отдел специальной готовности (SPS)

### Служба дорожной полиции

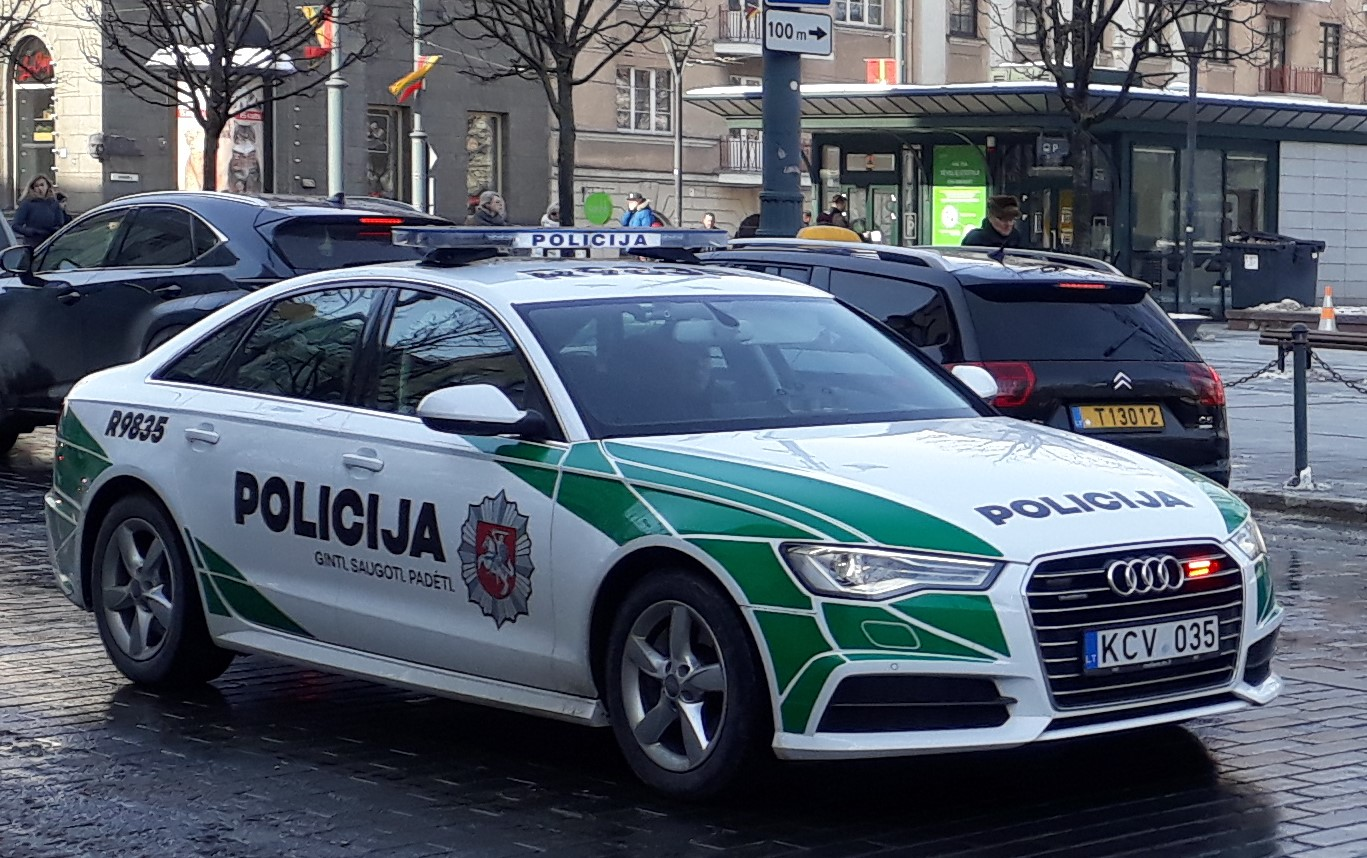
Патрульная машина
(Спецполк дорожной полиции)

Служба дорожной полиции реализует задачи полиции, связанные с системой безопасности дорожного движения, совместно с другими учреждениями формулирует и реализует государственную политику в области поддержания общественного порядка, обеспечения безопасности дорожного движения, осуществляет надзор за дорожным движением в стране и т. д.

### Бюро криминальной полиции
Бюро криминальной полиции призвано делать всё ради безопасности граждан и служить обществу, осуществляя предупреждение серьезных преступных деяний, раскрывая и расследуя их, координируя расследования и способствуя международному сотрудничеству.
Внутри бюро имеются следующие подразделения:
- Подразделения по расследованию организованной преступности;
- Подразделения по расследованию преступлений;
- Подразделения оперативной деятельности;
- Подразделения по защите свидетелей и потерпевших;
- Совет по борьбе с коррупцией;
- Отдел международных связей;
- Информационно-аналитический совет;
- Организационно-финансовые подразделения.

### Школа полиции Литвы

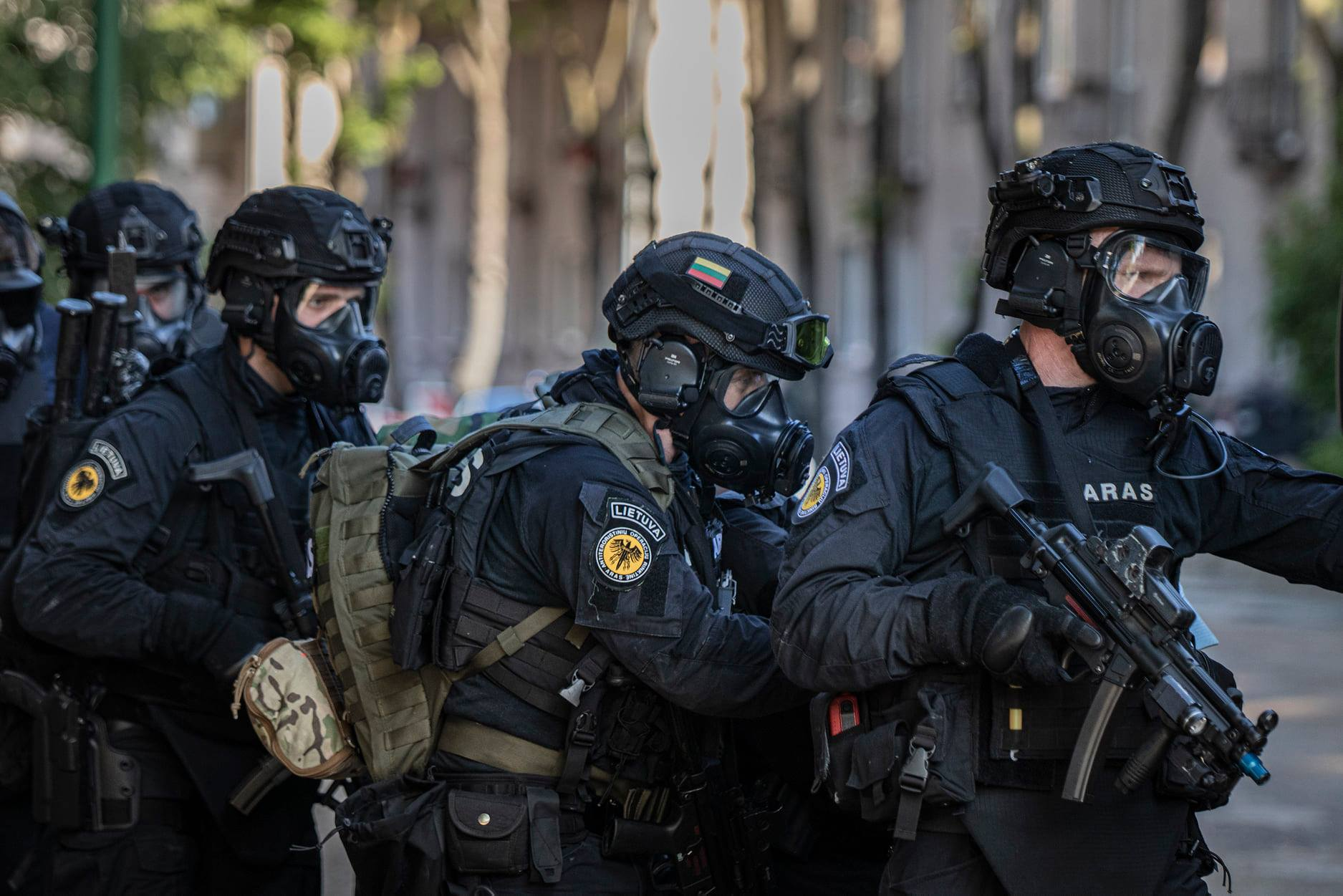
Бойцы спецподразделения Aras на учениях

### Подразделение антитеррористических операций Aras («Арас»)
Основное направление деятельности — силовая поддержка операций криминальной полиции Литвы и антитеррористическая деятельность:
- освобождение заложников;
- ликвидация угрозы взрывов;
- помощь правоохранительным структурам Литвы в задержании особо опасных вооружённых преступников;
- выполнение контрснайперского прикрытия особо важных лиц во время официальных визитов.

Подразделение Aras несёт ответственность не только за прямое проводействие террористическим атакам, но и активно участвует в их предотвращении. В функции подразделения входит и анализ информации угроз терроризма, подготовка различных межведомственных планов по ликвидации последствий террористических актов для всех государственных институтов.

## Звания и знаки различия полиции Литвы
| Полицейские                        | Полицейские                                | Полицейские                               | Полицейские                           | Полицейские        | Полицейские                               | Полицейские                               | Полицейские            | Полицейские                                |
|                                    | Высшие командиры                           | Высшие командиры                          | Высшие командиры                      | Высшие командиры   | Высшие командиры                          | Инспекторы                                | Инспекторы             | Инспекторы                                 |
| ---------------------------------- | ------------------------------------------ | ----------------------------------------- | ------------------------------------- | ------------------ | ----------------------------------------- | ----------------------------------------- | ---------------------- | ------------------------------------------ |
| Погоны к повседневной форме одежды |                                            |                                           |                                       |                    |                                           |                                           |                        |                                            |
| Звание                             | Генеральный комиссар Generalinis komisaras | Верховный комиссар Vyriausiasis komisaras | Старший комиссар Vyresnysis komisaras | Комиссар Komisaras | Комиссар инспектор Komisaras inspektorius | Старший инспектор Vyresnysis inspektorius | Инспектор Inspektorius | Младший инспектор Jaunesnysis inspektorius |

## Международное сотрудничество
- INTERPOL
- EUROPOL

## Награды
- Медаль «За заслуги» (2018 год, Словения) — за заслуги в преодолении миграционного кризиса в период 2015-2016 годов[5].